# Hastedt
Hastedt ist ein Ortsteil des Stadtteils Hemelingen in Bremen. Der Ortsteil hatte am 31. Dezember 2015 10.674 Einwohner.

## Geografie
Hastedt liegt ca. vier bis fünf Kilometer östlich des Zentrums von Bremen am rechten Ufer der Weser. Die benachbarten Stadt- oder Ortsteile sind im Norden die Vahr, im Süden Obervieland, im Westen die Östliche Vorstadt und im Osten der Ortsteil Hemelingen.

## Geschichte

### Der Name
Der frühere Name Herstede ist wahrscheinlich auf den Begriff Heeresstätte zurückzuführen, da kriegerische Heere, die die Stadt Bremen belagerten, hier einen günstig gelegenen Ort zur Einquartierung vorfanden. Die Bauern waren den Soldaten schutzlos ausgeliefert.

### Das Dorf
Das Dorf Hastedt entwickelte sich auf einer Sanddüne, die der ständige Westwind vom natürlichen Sandstrand der Weser über viele Jahrhunderte aufgebaut hatte. Das Land dahinter war bei Überschwemmungen mit fruchtbarem Lehmboden angereichert worden. Es wurde 1226 als Herstede zuerst urkundlich erwähnt.
Hastedt gehörte im Mittelalter zum Erzstift Vogtei Langwedel, im 15. Jahrhundert zur Gografschaft Achim und 1649 zu Schweden.
1547, bei der Belagerung Bremens im Schmalkaldischen Krieg, wurde Hastedt sogar völlig zerstört. Große Verluste gab es auch bei der Belagerung Bremens durch die Schweden 1625 bis 1627 im Dreißigjährigen Krieg und 1666 im Zweiten Bremisch-Schwedischen Krieg. Später kamen die französischen Soldaten im Siebenjährigen Krieg (1756–1763) und unter Napoleon (1806–1813).

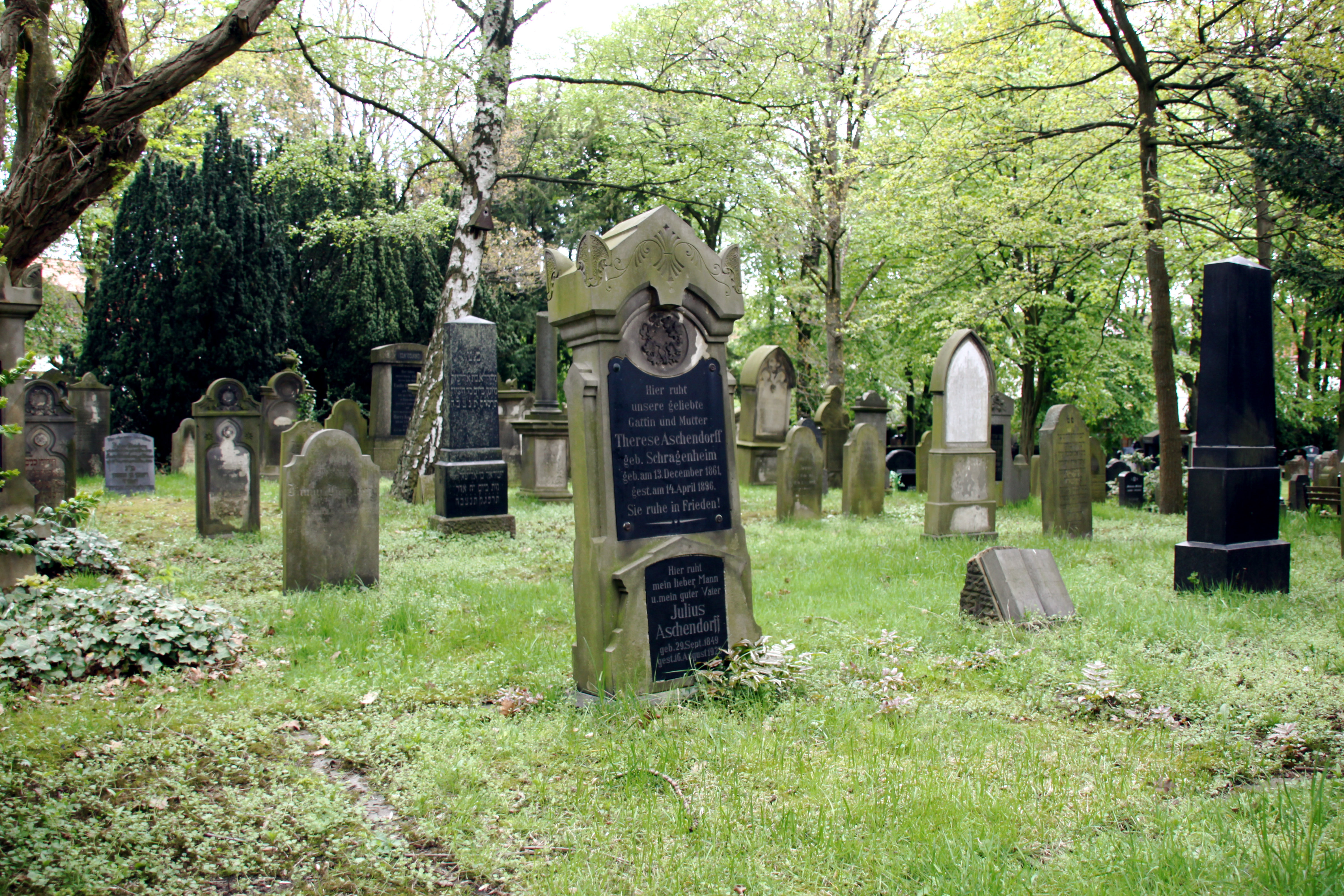
Jüdischer Friedhof

Die in Hastedt ansässigen Juden legten 1796 den Jüdischen Friedhof in der Deichbruchstraße an. Offizieller jüdischer Friedhof Bremens wurde er 1803, seit Hastedt Landgemeinde von Bremen ist. Der städtische Friedhof Hastedt um 1814 angelegt und mehrmals erweitert. in seiner heutigen Form entstand er 1900.
Der Straßenname Bei den drei Pfählen erinnert an die frühere Grenze zwischen Bremen und Hastedt. Diese verlief in Höhe der heutigen Stader Straße. Seit Hastedt als Ortsteil zum früher preußischen Hemelingen kam, gehört das Gebiet zwischen Stader Straße und Georg-Bitter-Straße nicht mehr zu Hastedt, sondern zum Stadtteil Östliche Vorstadt. Auch die Hastedter Feldmark, eine früher von den Hastedter Bauern bewirtschaftete Fläche, gehört nicht mehr zu Hastedt, sondern entspricht ungefähr der heutigen Gartenstadt Vahr.

### Die Bauern
Die ersten Siedler des Dorfes waren Bauern. Schon in den ersten Jahrhunderten n. Chr. gab es wahrscheinlich zwei Bauernhöfe hier, und bis zum 15. Jahrhundert war die Anzahl auf zwölf Höfe angewachsen.

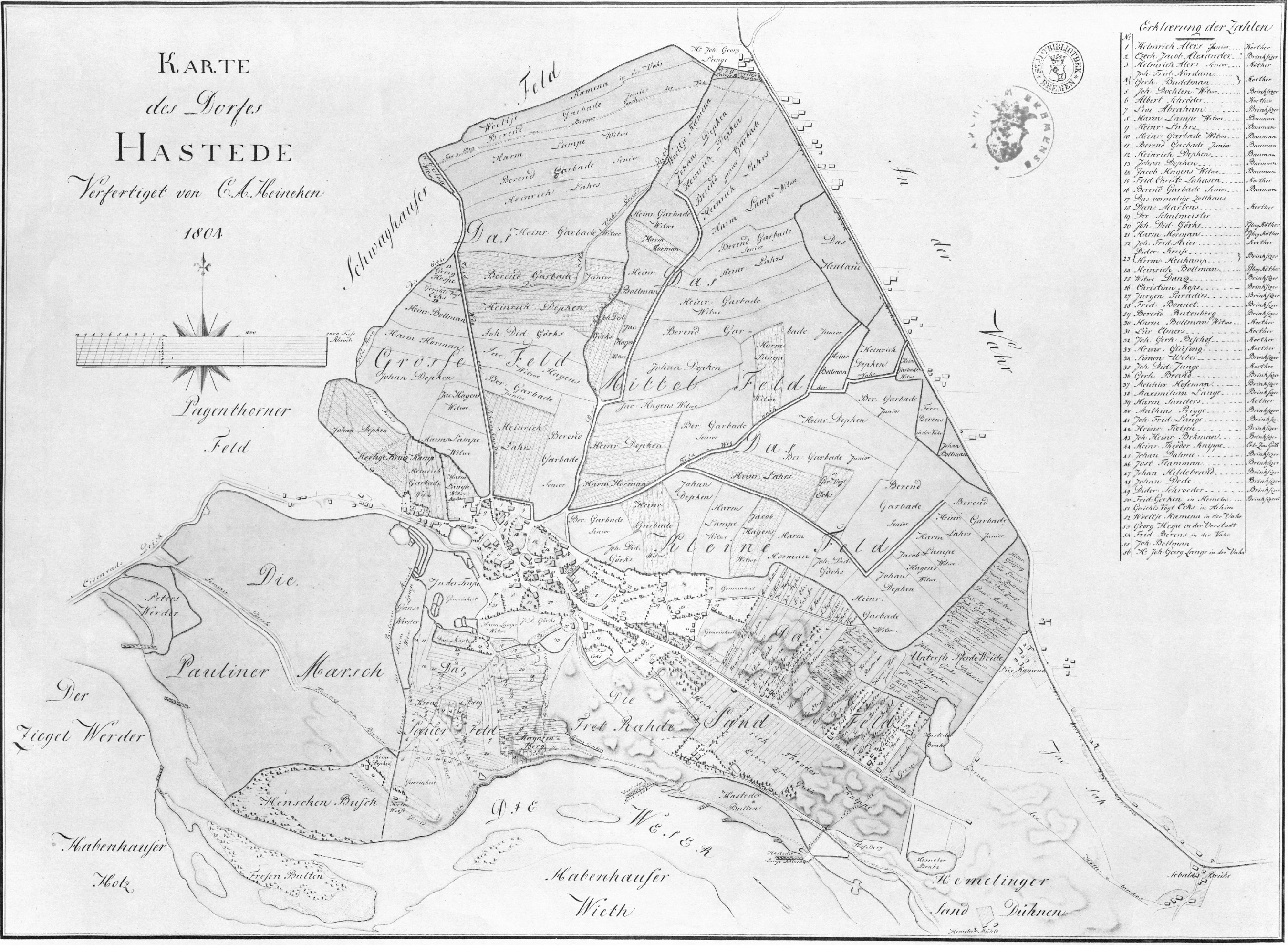
Karte des Dorfes Hastede 1804

 Dann wareen es jahrhundertelang elf Höfer, 1820 besaßen T. Gabrade 240, B. Garbade 190, Ehler Cuno 190, Lampe 177, Lahrs 140, Depken 120, Struthoff 114, Hagens 99, Ehler Meyer 80, Kaemena 73 und Bollmann 60 Morgen Land.
Das Land gehörte bis ins 19. Jahrhundert den Grundherrn, zunächst nur dem erzbischöflichen Hof und dem Domkapitel, später auch dem Rembertistift, dem Johanniskloster, der Komturei und einem Bremer Bürger. Die Bauern waren ihren Grundherrn zu Abgaben und Diensten verpflichtet. Erst im 19. Jahrhundert konnten sie sich davon freikaufen und wurden so die Besitzer ihres Landes. Schon bald darauf war die Landwirtschaft im bisherigen Rahmen nicht mehr rentabel, da durch die beginnende Industrialisierung die ehemaligen Arbeitskräfte in den Fabriken mehr verdienen konnten und die Verpachtung des Landes mehr einbrachte als die Bearbeitung. Fast alle großen Bauernhöfe wurden im Zweiten Weltkrieg zerstört. Lediglich ein Hof, der um 1912 an einen Zimmermeister Kracke verkauft worden war, überstand den Krieg und wird bis heute als Tischlerei Kracke weitergeführt.

### Köthner und Brinksitzer
Ab dem 16. Jahrhundert gab es eine zweite Klasse von Landwirten, die „Köthner“. Sie pachteten Land aus der „Gemeinheit“, also dem Gemeinschaftsbesitz der Bauern. Das waren kleinere Grundstücke mit weniger guten Böden, meist am Sodenstich und bis zu 20 Morgen groß. Sie wurden auch „Kohlhöker“ genannt („hökern“ = verkaufen), wenn sie ihre Erzeugnisse am Bremer Markt verkauften. Oft übtern sie zusätzlich noch ein Handwerk aus. In Hastedt gab es 1690 neun Köthner, 1834 waren es vierzehn.
Später kamen als dritte Klasse noch die „Brinksitzer“ hinzu. Diese besaßen noch kleinere Grundstücke sandigen Bodens, zumeist außerhalb des Dorfes am Postweg. Sie galten auch als Kohlhöker, wenn sie ihre Erezeugnisse in der Stadt verkauften, konnten davon aber nicht leben und waren meist auch Handwerker. In Hastedt gab es gab 1803 noch 25, 1834 schon 44 und 1871 dann 173 Brinksitzer. Inzwischen begannen auch die ersten Bremer, sich Sommerhäuser im ländlichen Hastest zuzulegen. Auch diese galten als Brinksitzer.

### Neuere Entwicklungen
Seit 1803 gehört Hastedt zur damals neu geschaffenen Landgemeinde Bremen und wurde 1902 in die Stadt Bremen eingemeindet. Seit 1951 ist Hastedt ein Ortsteil von Bremen-Hemelingen.
Die Hastedter Heerstraße von der Straße Bei den drei Pfählen bis zur Sebaldsbrücker Heerstraße ist in Bremen die Straße mit der sechsthöchsten Hausnummer (Nr. 447) und die Hauptstraße des Ortsteiles. Sie wurde 1812 ausgebaut und hieß bis 1915 Hastedter Chaussee.
In Hastedt bestand von 1905 bis 1937 ein Botanischer Garten, der vom Bremer Kaufmann und Mäzen Franz Schütte finanziert worden war. Ein Teil des Geländes an der Ecke Osterdeich / Georg-Bitter-Straße blieb unbebaut und es verwilderte. Erst nach 2000 wurden beim Bau eines Autohauses die letzten Spuren beseitigt.

### Siedlungen und Bauten

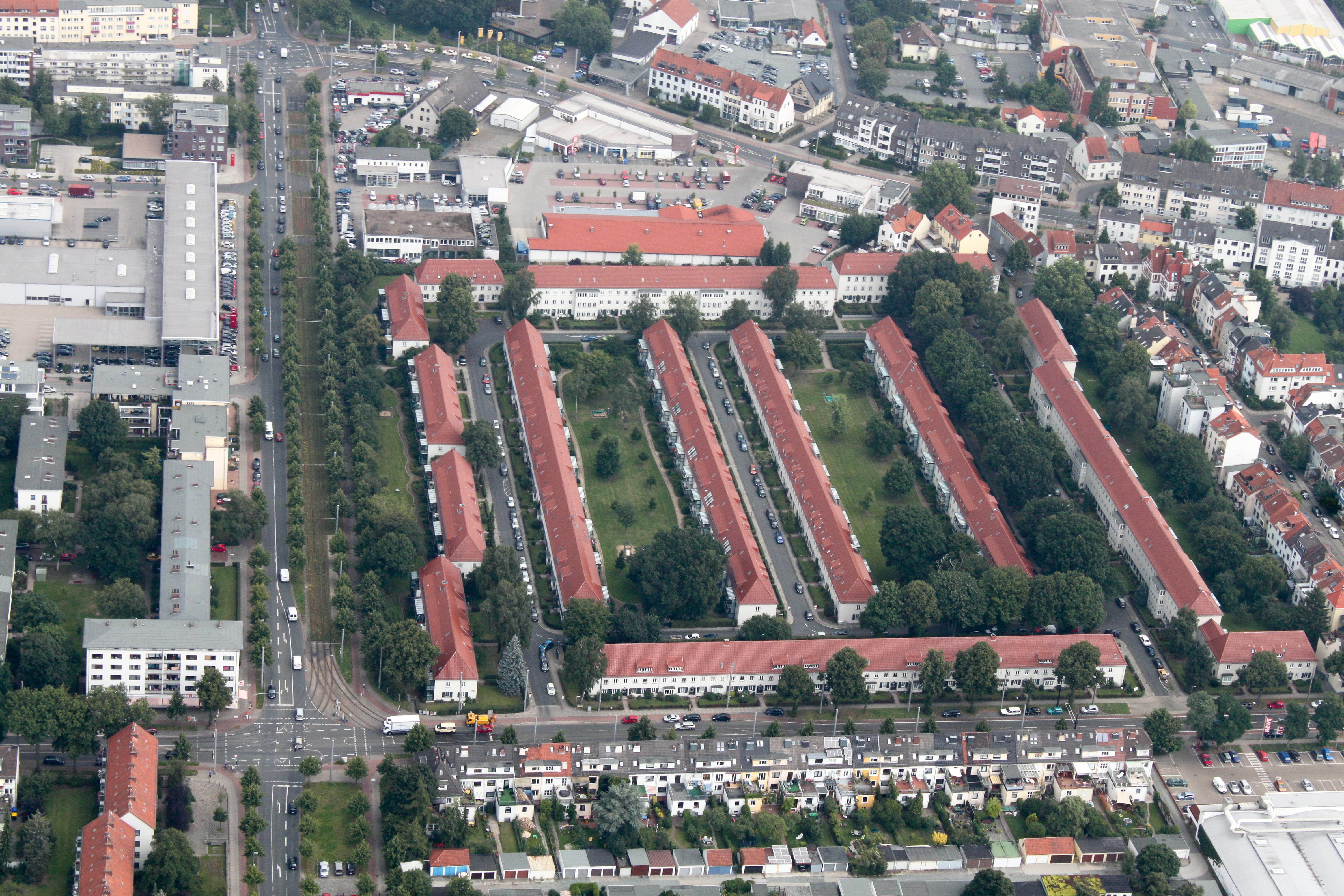
Die Focke-Wulf-Siedlung von 1938
links: Georg-Bitter-Straße
unten: Auf der Hohwisch
oben: Hastedter Heerstraße
rechts: Alfelder Straße

Die Focke-Wulf-Siedlung entstand 1938 im Bereich Auf der Hohwisch / Georg-Bitter-Straße und war ursprünglich für Arbeiter der Focke-Wulf-Flugzeugwerke gedacht. Beim Bau wurde in jedes Haus zwei Luftschutzkeller eingebaut.
Die evangelische Auferstehungskirche Hastedt entstand 1958/59 und die katholische Kirchengemeinde St. Elisabeth besteht seit 1924.

### Einwohnerentwicklung
Hastedts Einwohnerentwicklung
- 1780: 326 Einwohner
- 1812: 756 Einwohner
- 1823: 1.124 Einwohner
- 1885: 4.525 Einwohner
- 1895: 6.120 Einwohner
- 1905: 7.817 Einwohner
- 1955: 14.730 Einwohner
- 1975: 11.593 Einwohner
- 1995: 10.833 Einwohner
- 2007: 10.147 Einwohner
- 2013: 10.444 Einwohner

## Wirtschaft
1854 entstand durch den Beitritt von Hannover und Oldenburg zum Deutschen Zollverein eine Zollgrenze, die Bremen und damit auch Hastedt zum Zollausland machte. Dadurch siedelte sich die Industrie zunächst nur im benachbarten Hemelingen an. Das angrenzende Hastedt blieb ländlich und wurde zum bevorzugten Wohnort der Fabrikarbeiter, die dort in kleinen Häusern lebten und dazu oft noch ein kleines Stück Gemüseland pachteten. Die Gründung des Deutschen Reiches 1871 änderte daran nichts. Auch als Bremen 1888 den Freihafen schuf und dem Zollverein beitrat, verschwand zwar die Zollgrenze zwischen Hastedt und Hemelingen, die inzwischen gewachsene Wirtschaftsstruktur blieb jedoch bestehen.

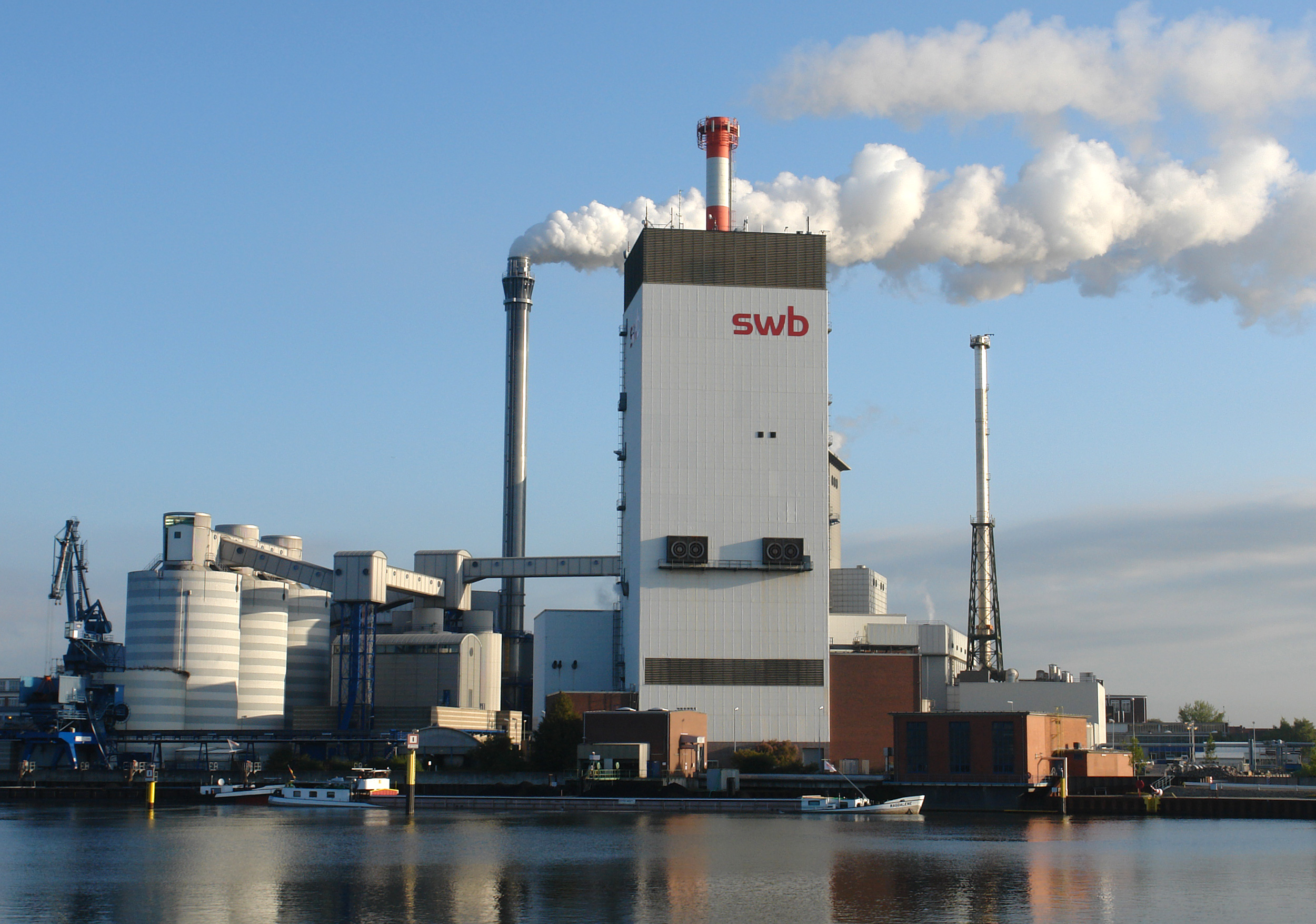
Kraftwerk Hastedt

1907 kam es zu einer plötzlichen und gleichzeitigen Ansiedlung mehrerer großer Industrieunternehmen:
- das neu gegründete Automobil- und Motorenwerk NAMAG in der Föhrenstraße
- die „Bremer Karosserie-Werke Louis Gärtner mbH“, seit 1880 zunächst Produzent von Fuhrwerken in Bremen, verlagerten den Betrieb ebenfalls in die Föhrenstraße
- die Norddeutsche Waggonfabrik am Quintschlag

Ein wesentlicher Grund war der Bau des Kraftwerks Hastedt 1907 zur Elektrizitätsversorgung. In der Nähe lagen außerdem der Hemelinger Bahnhof, zu dem erst jetzt Anschlussgleise gebaut wurden, sowie der Hemelinger Hafen. Auch Industrieflächen wurden neu geschaffenen, dort gab es zuvor Sanddünen an der Weser und vor dem Abschluss des Osterdeiches 1890 oft überschwemmte Wiesen.
Durch Fusion entstand 1914 aus der NAMAG Hansa-Lloyd. 1915 wurden Teile der ehemaligen NAMAG als Lloyd Dynamowerke ausgegliedert. Dieses Werk besteht noch heute.
1928 übernahmen die Goliath-Werke zunächst den ehemaligen Karosseriebetrieb Louis Gärtner. Nach der Fusion mit Hansa-Lloyd sowie dem Ankauf zusätzlicher Produktionsflächen entstand hier der Automobilproduzent Borgward. In die Räume der 1930 stillgelegten Norddeutschen Waggonfabrik zog 1934 der Flugzeugbauer Focke-Wulf ein.
Die Hanseatische Silberwarenfabrik siedelte sich 1925 am Osterdeich 241 an. Mit dem Ausbruch des Zweiten Weltkrieges wurde sie zum Zulieferbetrieb für die Rüstungsproduktion in den benachbarten Betrieben Borgward und Focke-Wulff.
Durch die Konzentration von Rüstungsbetrieben war Hastedt im Zweiten Weltkrieg ein bevorzugtes Ziel alliierter Luftangriffe. Die Betriebe wurden, wie auch die angrenzenden Wohngebiete, nahezu vollständig zerstört.
1946 entstand auf dem früheren Gelände der Norddeutschen Waggonfabrik die Hansa Waggonbau GmbH, die 1975 in Konkurs ging.
Der stadtnächste Teil des ehemaligen Industriegebietes gegenüber der Straßenbahn-Endstelle, die ehemaligen Borgward-Produktionsstätten, wurde mit dem Einkaufszentrum Hansa-Carré bebaut.

### Weserwehr und Weserkraftwerk Bremen

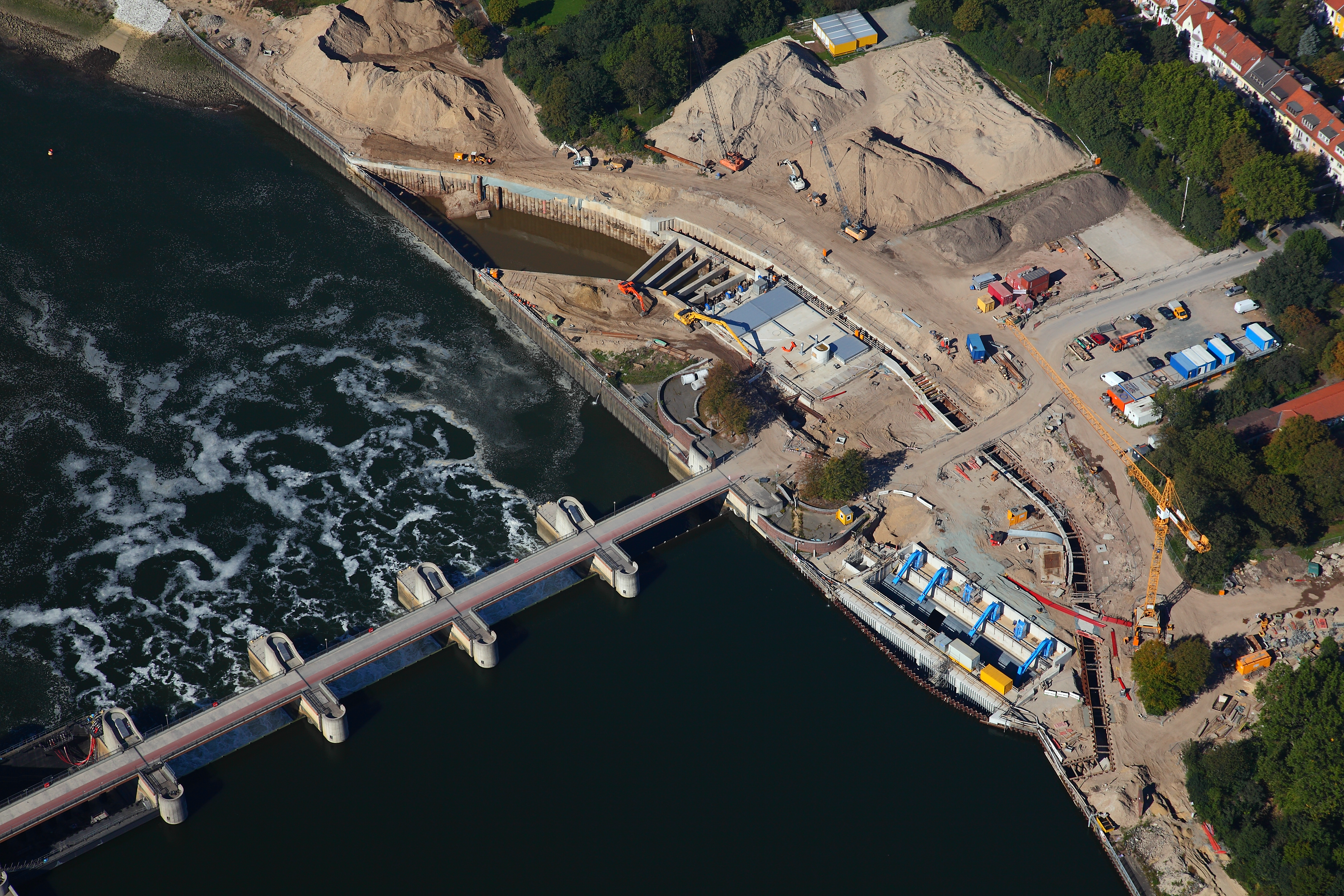
Weserkraftwerk

Das Weserwehr in Hastedt wurde aufgrund des Staatsvertrages mit dem damaligen Land Preußen 1906 angelegt, um die Flussfahrt mit größeren Schiffen zu ermöglichen und um eine weitere Senkung des Niedrigwasserstandes oberhalb Bremens und des Grundwasserstandes zu verhindern. 1911 wurde der Bau, zu dem auch ein Wasserkraftwerk zur Elektrizitätsgewinnung gehörte, abgeschlossen. Nach der Überschwemmungskatastrophe von 1981 wurde das Weserwehr neu gebaut. Dieser Bau wurde 1993 abgeschlossen. Danach wurde das alte Weserwehr abgerissen. Die danebenliegende Bremer Weser-Schleuse besteht aus zwei Kammern, einer Großschifffahrtsschleuse und einer Bootsschleuse. 2011 ging neben dem neuen Wehr das neue Wasserkraftwerk in Betrieb.

## Verkehr

### Straßen
Vor 1800 gab es im Dorfkern vier Straßen, die heute noch existieren. Die heutigen Namen sind Dölvesstraße, Feuerkuhle, Hastedter Dorfstraße und Ehler-Cuno-Weg.
Zu den Feldern der Bauern, also weg von der Weser, führte drei Wege. Im Westen war es der Weg nach Schwachhausen, heute der Straßenzug Bennigsenstraße – Kirchbachstraße. Im Osten die heutige Steubenstraße in Richtung Vahr, beginnerd im Ort als Feuerkuhler, das heute fehlende Zwischenstück wurde nach 1945 mit einem Gewerbegebiet überbaut. Der mittelste Weg dazweischen bestand bis etwa 1910
Im Ost-West-Verkehr gab es für den Fernverkeht bedeutsame Straße von Bremen (heute Bei den drei Pfählen) nach Hemelingen (heute Alter Postweg). Von 1812 bis 1814 wurde hier unter französischer Besetzung eine neue gepflasterte Straße angelegt. Die neue Straße sollte eigentlich geradlinig am Dorf vorbei wie der heutigen Stresemannstraße durch das beste Kornland der Hastedter Bauern führen, was deren Proteste verhinderten. So wurde die alte, kurvenreiche Straße gepflastert (heute Hastedter Heerstraße). Im Dorf wurde sie begradigt, ein Rest der alten Dorfstraße blieb als Hastedter Dorfstraße bis heute erhalten. Östlich des Dorfes knickte die neue Straße bald vom Postweg nach Norden ab – aus französischer Sicht war es vorrangig, eine schnelle Verbindung nach Hamburg zu schaffen. Dort wurde auch ein Wegegeldhaus erbaut, an dem bis 1902 eine Gebühr für die Chausseebenutzung zu bezahlen war. Der alte Weg in Richtung Verden – Hannover blieb erhalten, heute Alten Postweg.
Der Mühlendamm war eine unbefestigte Straße, der vom Beginn des Postweges vorbei an der Nordseite des Jüdischen Friedhofs, der Südseite des damals noch kleineren Hastedter Friedhofs und der Papiermühle (etwa an der heutigen Wendestelle der Straßenbahn) zum Schellenhof und der der Papierfabrik führte. Nach dem Bau des Osterdeiches wurde er durch die Fleetrade ersetzt, auch hätte er der Vergrößerung des 1900 neu eröffnete Hastedter Friedhofs im Wege gestansen.
Im 19. Jahrhundert entstanden in Hastedter neben vorhandenen Wohnhäusern viele „Gänge“. Das waren private Wege entlang eines schmalen, aber langen Grundstücks, das der Grundstücksbesitzer mit weiteren Häusern bebaute. Das war praktisch nicht reglementiert und wurde auch nicht offiziell erfasst, da die Bewohner der hinteren Häuser zur Adresse des vorderen Hauses an der Straße gehörten.
Breitere Grundstücke wurden privat mit kompletten Straßen bebaut. So entstanden um 1850 die Malerstraße und der Weserdamm, ungepflastert, drei bis vier Meter breit und nur einseitig mit Häuser bebaut.
1871 wurde der Bau neuer Straßen reglementiert. Sie mussten jetzt zehn Meter breit sein, gepflastert werden und Bürgersteige besitzen. Das führte dazu, dass im Dorf erst einmal keine neuen Straßen mehr gebaut wurden und alles so blieb, wie es war, denn für bestehende Straßen galt die Vorschrift nicht. Nach 1900 wurden die Pfalzburger Straße und die Föhrenstraße und ihre Nebenstraßen neu angelegt, erst danach wurden auch alte Straßen verbreitere. Der Weserdamm ist bis heute keine zehn Meter breit.
Ganz anders sah es in der Pauliner Marsch aus, die oft überflutet worden war. Als Folge des großen Deichbruchs von 1830 (siehe Hochwasser in Bremen), an den heute noch die Deichbruchstraße erinnert, wurde um 1890 der Osterdeich angelegt, der nicht nur dem Hochwasserschutz diente, sondern auch zusätzliche Straßenverbindungen und viel neues Bauland schuf.
Die Bundesstraße 75 (ab 1949, früher Fernverkehrsstraße, ab 1932 FVS 71, ab 1934 R 71, von 1936 bis 1949 R75) führte den Straßenverkehr über den Osterdeich und die Föhrenstraße durch Hastedt. Die letzte Umgestaltung erfolgte in den 1960er Jahren: Mit dem Neubau der Stresemannstraße und der Malerstraße sowie dem Ausbau der ehemals kleinen Wohnstraße Pfalzburger Straße zur Verlängerung des Hemelinger Autobahnzubringers wurde der heutige Zustand erreicht.
Die Karl-Carstens-Brücke, die sogenannte Erdbeerbrücke, verbindet seit 1970 Hastedt mit Habenhausen. Sie endete zunächst mit einer Einmündung am Osterdeich. 2001 wurde auch die Verlängerung, die Georg-Bitter-Straße, für den Autoverkehr ausgebaut.

### Straßenbahn
1879 wurde eine Pferdebahn gebaut, die 1900 elektrifiziert wurde. Seit 1911 hat sich an der Linienführung nicht viel geändert: die Linie 2 der Bremer Straßenbahn folgt auf der Hauptverbindung nach Sebaldsbrück genau jener kurvigen Route durch Hastedt, die Napoleon 1814 pflastern ließ. Die Linie 3 befährt parallel dazu die Hamburger Straße, zunächst bis zum Depot Hohwisch, seit 1939 verlängert durch die Straße Fleetrade bis zur neuen Endstelle Weserwehr.

### Eisenbahn
Quer durch Hastedt wurden 1847 die Bahnstrecke Wunstorf–Bremen und 1873 parallel dazu die Bahnstrecke Wanne-Eickel–Hamburg angelegt, seit 1911 in Hochlage. Einen Bahnhof gab und gibt es in diesem Bereich nicht. Jedoch wurden nach 1906 zusätzlich Güteranschlussgleise vom Güterbahnhof Hemelingen zu den neu entstehenden Hastedter Industriebetrieben verlegt.

## Kirchen

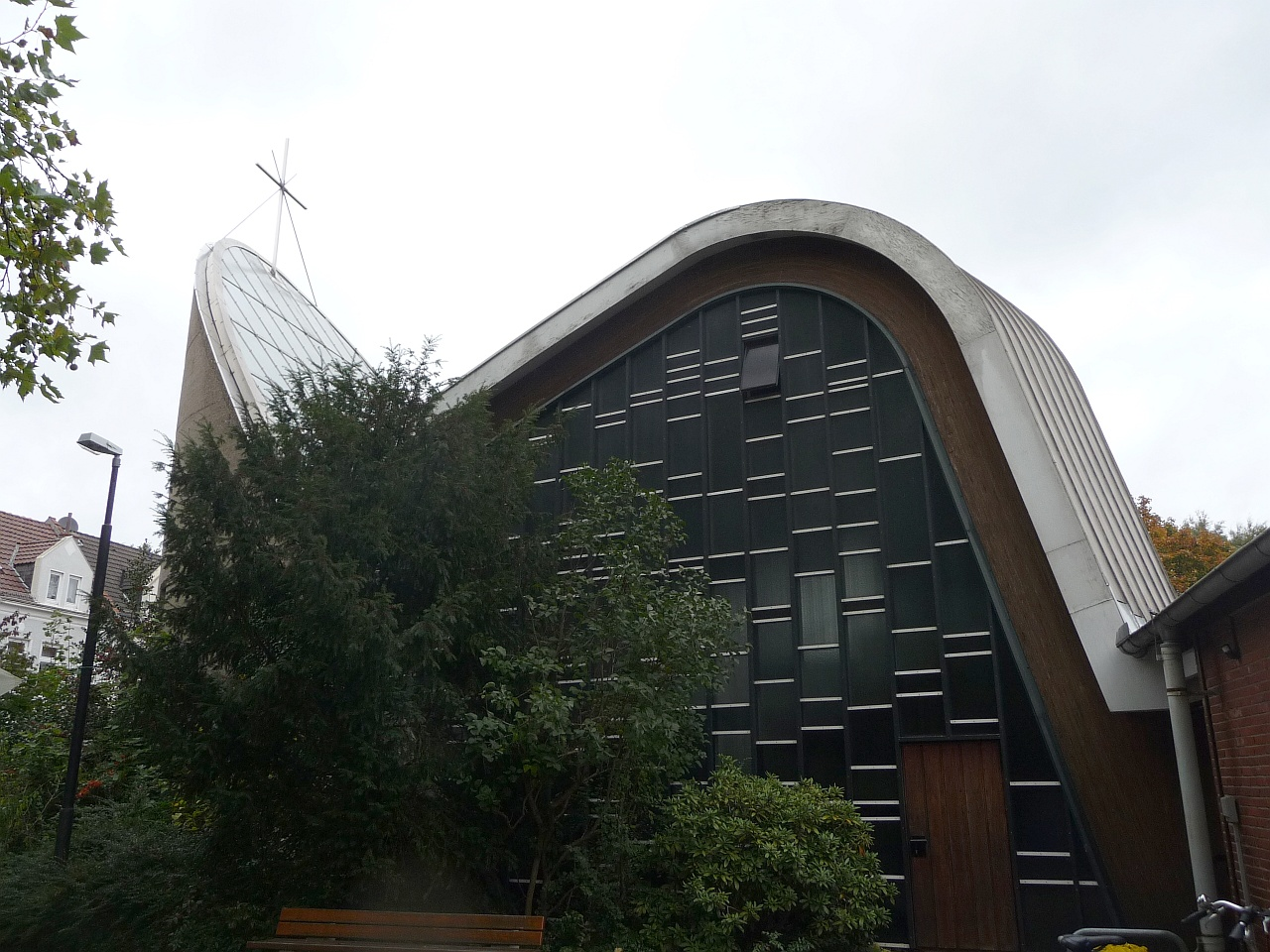
Ev. Auferstehungskirche

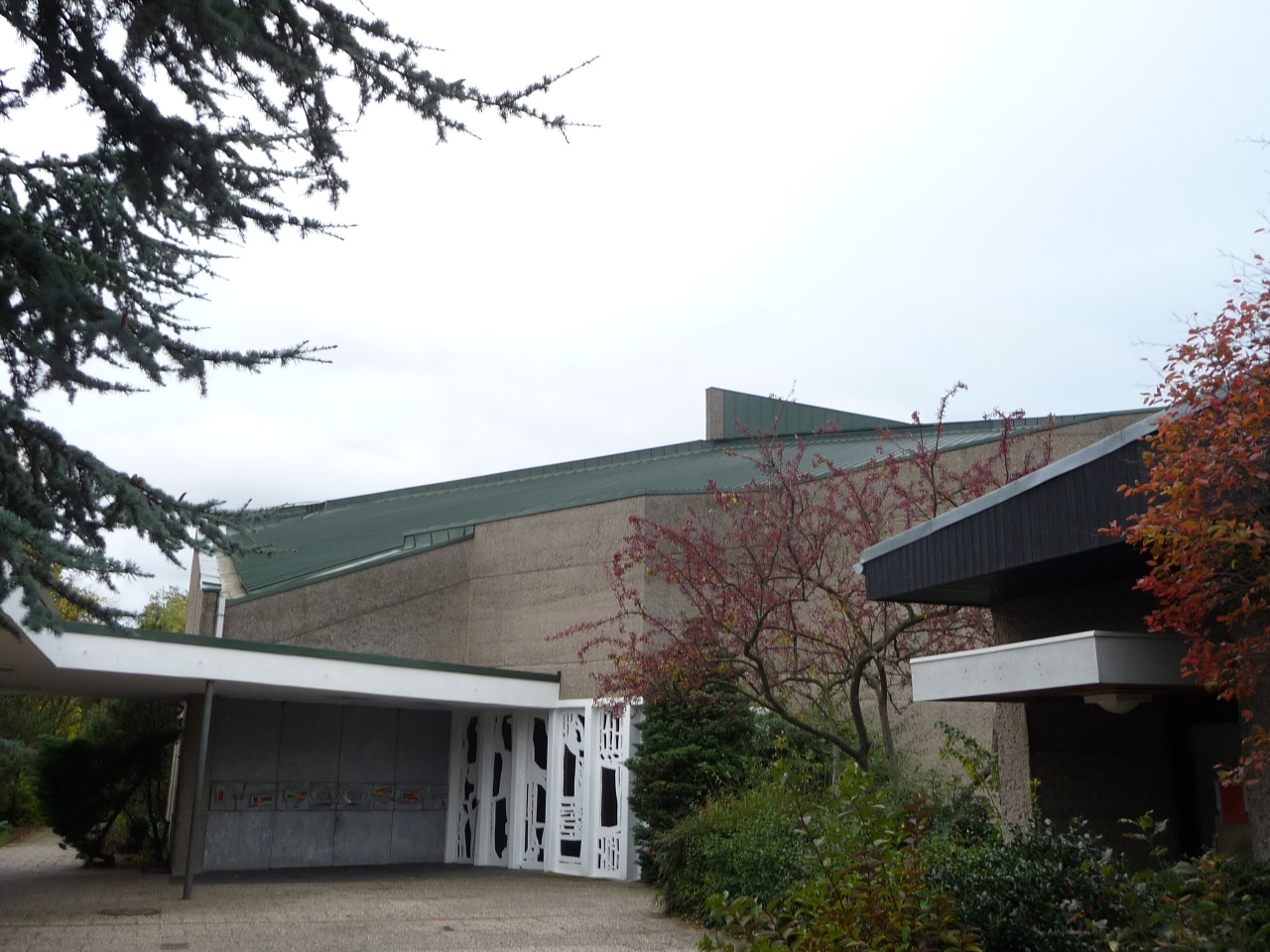
Kath. Kirche St. Elisabeth

Hastedt besaß ursprünglich keine Kirche, sondern gehörte zur Bremer Kirchengemeinde St. Remberti. Der Friedhof Hastedt entstand um 1814.
1862 wurde der Hastedter Kirchenbauverein gegründet. Nach Geldsammlungen konnte die neue Hastedter Kirche noch im selben Jahr eingeweiht werden. Aber erst 1867 konnte die selbstständige Evangelische Kirchengemeinde Hastedt gegründet werden. Der erste Pfarrer war seit 1868 Ernst Christian Achelis, der später Professor für Praktische Theologie an der Philipps-Universität Marburg wurde. Sein Sohn Hans Achelis, der ebenfalls Professor der Theologie war, wurde in Hastedt geboren. Die Gemeinde besteht bis heute und nennt sich jetzt Kirchengemeinde Alt-Hastedt, da sie nach Hastedter Gebietsverlusten inzwischen nicht mehr in Hastedt liegt.
Die evangelische Kirche im Ortsteil ist seit 1959 die Auferstehungsgemeinde mit der Auferstehungskirche Hastedt in der Drakenburger Straße 42, die 1958/59 nach Plänen von Carsten Schröck entstand.
Die katholische Kirchengemeinde St. Elisabeth in Hastedt bestand von 1924 bis 2007. Seitdem gehört sie zur Propstei St. Johann. Die katholische Kirche wurde 1931 als Halbrundbau erbaut und 1945 beim letzten schweren Luftangriff auf Bremen völlig zerstört. Ein unauffälliger schlichter Neubau in der Suhrfeldstraße besteht seit 1968.

## Sport
In Hastedt gab seit 1861 den bürgerlichen Sportverein MTV Hastedt und seit 1897 den Arbeitersportverein TSV Vorwärts Hastedt, der von 1933 bis 1945 verboten war. 1947 fusionierten beide Vereine zum Hastedter Turn- und Sportverein (HTSV), der seit 1972 über die vereinseigene Sporthalle am Jakobsberg verfügte. Die Fußballabteilung des HTSV wechselte 2008 geschlossen den Verein und wurden zum BSC Hastedt. Der dadurch stark geschrumpfte HTSV konnte danach die laufenden Kosten für seine Halle nich mehr finanzieren und löste sich 2018 auf.
Das städtische Eisstadion Bremen befand sich ebenfalls am Jakobsberg. Es wurde im September 1963 eröffnet, war Anfang der 1990er Jahre noch geöffnet und wurde Ende der 1990er Jahre abgerissen. Danach entstand auf dem Gelände ein Kunstrasenplatz des HTSV, der dem Verein zur Verfügung gestellt wurde im Austausch gegen einen ehemaligen Sportplatz, dessen Fläche für den Bau des Weserkraftwerk Bremen benötigt wurde.

### Flußbadeanstalt Eberlein

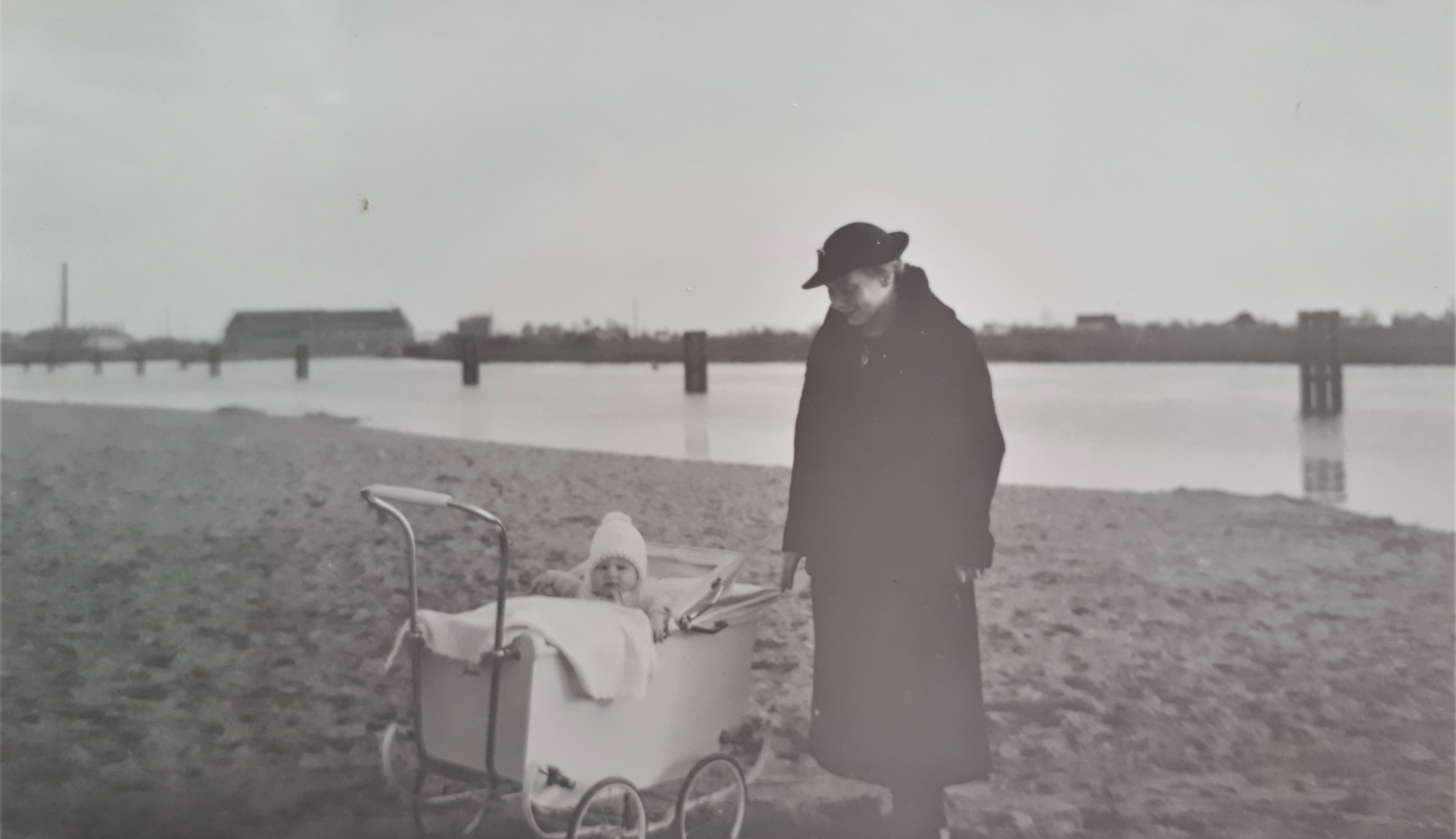
Sandstrand „Lido“ (1935). Fast das gesamte Weserufer in Hastedt war Natursandstrand

Das Weserufer in Hastedt bestand größtenteils aus Sandstrand. 1885 wurde ein Badeverein gegründet, der 1887 eine Flussbadeanstalt für Männer unterhalb des Weserwehrs eröffnete. Badeaufseher war Bernhard Eberlein. Ab 1890 war sie auch stundenweise nur für Frauen geöffnet, bis 1895 daneben eine zweite Badestelle für Frauen dazukam. Die Anlage wurde 1902 der Stadt Bremen übergeben, Eberlein wurde zum amtlichen Bademeister.
Nach einem starken Hochwasserschaden 1925 wurde das Bad etwas weserabwärts unterhalb des Jakobsberges 1927 vergrößert neu errichtet. Jetzt gab es zwei je 90 Meter breite Strandabschnitte für Frauen und Männer, in der Mitte ein dammartiger Steg für den Bademeister Johann Eberlein (1883–1931), der als Sohn des inzwischen verstorbenen Bademeisters dessen Stelle übernahm. Er hat angeblich 73 Menschen vor dem Ertrinken gerettet, ist jedoch im November 1931 beim Fischen selbst ertrunken. Ihm zu Ehren wurde die Anlage 1932 auch offiziell als „Flußbadeanstalt Eberlein“ benannt.
Im Zweiten Weltkrieg wurden große Teile der Anlage zerstört. Im Hastedter Bereich der Weser wurde nach dem Krieg großflächig Trümmerschutt abgeladen. Der gesamte Hastedter Sandstrand, insbesondere im Bereich der Badeanstalt und der weserabwärts gelegene Sandstrand „Lido“, wurden verschüttet. Später wurden die Flächen begrünt. Damals wurde davon ausgegangen, dass in der Weser aus gesundheitlichen Gründen zukünftig ohnehin nicht mehr gebadet werden könne, so dass sich nicht einmal der örtliche Sportverein HTSV für einen Erhalt des Naturstrandes einsetzte.
Die Flußbadeanstalt Eberlein wurde letztmals 1953 genutzt, blieb ab 1954 geschlossen und wurde 1959 abgerissen. Ein Gedenkstein am Jakobsberg für Johann Eberlein wurde 1988 eingeweiht und 2017 nach Zerstörungen restauriert.